# Awaken The World
『Awaken The World』（アウェイクン・ザ・ワールド）は、2020年6月9日にLabel Vから発売されたWayVの1枚目のオリジナルアルバム。

## 概要
- WayVのファーストフルアルバム。
- セカンド・ミニアルバム『Take Over the Moon / Take Over The Moon – Sequel』以来、約7ヶ月ぶりのカムバック。
- タイトル曲「Turn Back Time」を含む全10曲が収録されている。
- メンバーのヘンドリーとヤンヤンが収録曲の作詞に参加している。
- アルバムジャケットおよびミュージックビデオの修正作業のため発売日が延期され[4]、フィジカルアルバムは2020年6月18日に発売された。

## プロモーション

### ミュージックビデオ
- 6月1日より、個人ティーザー映像「AWAKEN」を公開した。
- 6月10日、タイトル曲「Turn Back Time」のミュージックビデオを公開した。
- 6月11日より、タイトル曲「Turn Back Time」のRebirthバージョンとEscapeバージョンの2種類のパフォーマンス映像「WayV THE STAGE」を公開した。
- 6月20日、タイトル曲「Turn Back Time」のダンスプラクティス映像を公開した。
- 8月12日、「Bad Alive (English Ver.)」のダンスプラクティス映像を公開した。
- 10月29日、収録曲「Bad Alive」の仮装バージョンのダンスプラクティス映像「Bad Alive (Princess Ver.)」を公開した。

### 多言語版
- 6月18日、デジタルシングル「Turn Back Time (Korean Ver.)」が公開された[5]。
- 7月29日、デジタルシングル「Bad Alive (English Ver.)」が公開された[6]。

### イベント
- 2020年6月17日午後7時、NAVERのライブ映像配信アプリ「V LIVE」のWayVチャンネルで生配信「Awaken WayV's World」を行った[7]。

## チャート成績
韓国ガオンチャートアルバムランキングで週間3位を記録した。
iTunesトップアルバムチャートでフランス、イタリア、オランダ、フィンランド、ロシア、オーストラリア、タイ、ベトナム、インド、ルーマニア、トルコ、アラブ首長国連邦、ウクライナ、ブルネイ、カザフスタン、モーリシャス、カタール、ラオス、フィリピンなどの世界19の国と地域で1位を獲得した。

## 収録曲
1. 超时空 回 (Turn Back Time) [3:39]
  - 作詞 ：严云农 (Yen Yun Nong)
  - 作曲 ：Moonshine、Jeremy “Tay” Jasper、Adrian Mckinnon
  - 編曲 ：Moonshine、유영진

疾走するような強烈なベースとビートが際立つアーバントラップジャンルの楽曲[9]。
歌詞には、より大きな世界の舞台へ向かって進むというWayVの抱負を込めた[9]。
2. Bad Alive [3:49]
  - 作詞 ：潘彦廷
  - 作曲 ：Mike Daley、Mitchell Owens、DEEZ、Wilbart 'Vedo' McCoy III
  - 編曲 ：Mike Daley、Mitchell Owens、DEEZ
3. 执迷 (Unbreakable) [3:38]
  - 作詞 ：潘彦廷
  - 作曲 ：Ronny Vidar Svendsen、DEEZ、Wilbart 'Vedo' McCoy III、Nermin Harambasic、Cazzi Opeia
  - 編曲 ：Ronny Vidar Svendsen、DEEZ
4. After Midnight [3:29]
  - 作詞 ：류위안
  - 作曲 ：Harold Philippon、Taylor Jones、Ryan S. Jhun
  - 編曲 ：Alawn
5. Interlude: Awaken The World [0:54]
  - 作曲 ：SQUAR (PixelWave)
  - 編曲 ：SQUAR (PixelWave)
6. Only Human [3:32]
  - 作詞 ：潘彦廷、HENDERY、YANGYANG
  - 作曲 ：Greg Bonnick、Hayden Chapman、Jeremy “Tay” Jasper、Dylan Huling
  - 編曲 ：LDN Noise
7. 多米诺 (Domino) [3:17]
  - 作詞 ：林欣晔
  - 作曲 ：E. Kidd Bogart、Jakob Hazell、Svante Halldin、Tiyon 'TC' Mack、Rick Bridges、Linnea Södahl
  - 編曲 ：E. Kidd Bogart、Jakob Hazell、Svante Halldin、Tiyon 'TC' Mack、Linnea Södahl
8. 浪漫发酵 (Up From Here) [4:01]
  - 作詞 ：潘彦廷
  - 作曲 ：Candace Nicole Sosa、Johan Gustafsson、Pontus Petersson、Jordan “DJ Swivel” Young
  - 編曲 ：Candace Nicole Sosa、Johan Gustafsson、Pontus Petersson、Jordan “DJ Swivel” Young
9. Electric Hearts [3:26]
  - 作詞 ：潘彦廷、HENDERY、YANGYANG
  - 作曲 ：Nicky van der Lugt Melsert、Adrian Mckinnon、Jeremy “Tay” Jasper、Ryan S. Jhun、MZMC
  - 編曲 ：Nicky van der Lugt Melsert、Adrian Mckinnon、Jeremy “Tay” Jasper、Ryan S. Jhun、MZMC
10. Stand By Me [3:33]
  - 作詞 ：王靖云 (Jenny Wang)、HENDERY
  - 作曲 ：Henrik Nordenback、Christian Fast、Didrik Thott
  - 編曲 ：Henrik Nordenback